# Gładka Przełęcz
Gładka Przełęcz (niem. Gladkijoch, Glatter Pass, słow. Hladké sedlo, węg. Gladki-hág) – jedna z najniższych (1993 m) przełęczy w grani głównej Tatr Wysokich. Oddziela Gładki Wierch od Walentkowego Wierchu.
Nazwa przełęczy pochodzi od leżącego poniżej niej (od strony Doliny Pięciu Stawów Polskich) mało stromego i trawiastego zbocza Gładkie. Zbocze południowe, opadające do Wierchcichej Doliny jest również trawiaste, nieco tylko bardziej strome. Obydwa są łatwe do przejścia, z tego też powodu przełęcz ta stanowi wygodne i łatwe połączenie Doliny Pięciu Stawów Polskich z Doliną Wierchcichą. Zapewne byli na niej austriaccy wojskowi topografowie przygotowujący tzw. franciszkowe zdjęcie Węgier – pomiary topograficzne prowadzone od 1819 r. Na rękopiśmiennej mapie obejmującej Tatry z 1822 r., przechowywanej w wiedeńskim Kriegs-Archiwum (oddział austriackiego Archiwum Państwowego) zaznaczona została nawet ścieżka prowadząca przez tę przełęcz, której używali niewątpliwie miejscowi pasterze i góralscy polowace.
Pierwsze odnotowane przejście turystyczne z Doliny Cichej do Doliny Pięciu Stawów Polskich – Albrecht von Sydow z przewodnikiem w 1827 r.; zimą – Julia Zembatowa i Józef Lesiecki 9 lub 10 stycznia 1910 r. Na przełomie XIX i XX wieku była często wykorzystywana przez turystów. W 1889 r. przez Gładką Przełęcz Towarzystwo Tatrzańskie poprowadziło szlak z Doliny Pięciu Stawów Polskich do Doliny Cichej (Tichá dolina). Używany był w czasie II wojny światowej przez kurierów i uciekinierów. Obecnie szlak po stronie polskiej jest zamknięty (nadal widoczna jest wyraźna ścieżka). Znakowany szlak turystyczny pozostał tylko po stronie Słowacji (przez Dolinę Cichą i przełęcz Zawory).
Gładka Przełęcz jest też przejściem używanym przez zwierzęta: niedźwiedzie, rysie i jelenie.

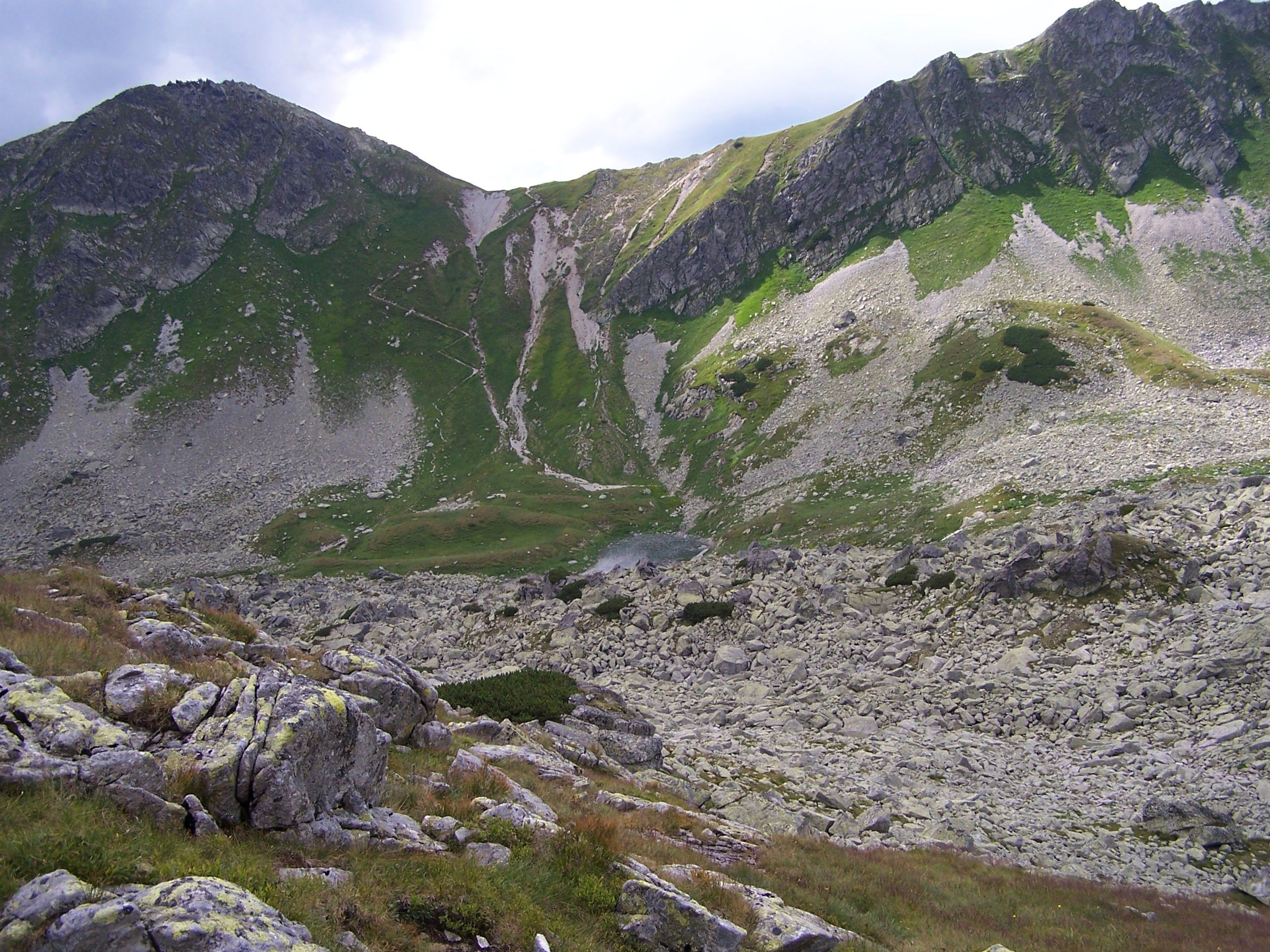
Gładka Przełęcz

## Szlaki turystyczne
Czasy przejścia podane na podstawie mapy.
  – od strony słowackiej możliwe jest wejście na przełęcz szlakiem czerwonym z Doliny Cichej Liptowskiej.
- Czas przejścia od szlaku żółtego na przełęcz Zawory: 2:20 h, ↓ 1:40 h
- Czas przejścia z Zaworów na Gładką Przełęcz: 15 min w obie strony